# Compañía de los ferrocarriles de Madrid a Zaragoza y Alicante
Pour les articles homonymes, voir MZA.
La Compañía de los ferrocarriles de Madrid a Zaragoza y Alicante ou MZA  en français : « Compagnie du chemin de fer de Madrid à Saragosse et Alicante » est l'une des principales entités à entrer dans la formation de la RENFE en 1941 avec près de 3 670 kilomètres de lignes exploitées en 1931. 

## Naissance de la compagnie

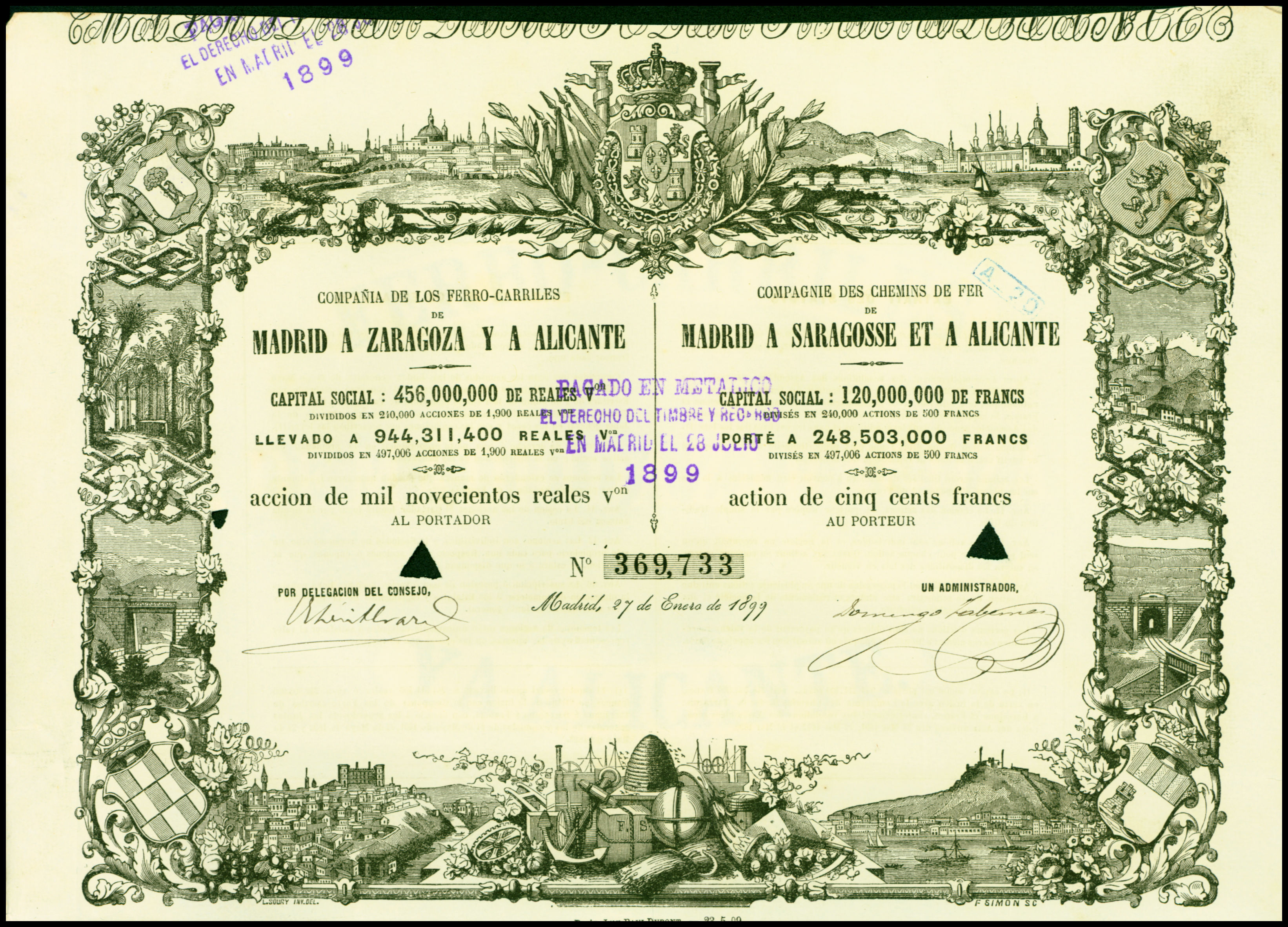
Action de la Compañía de los ferro-carriles de Madrid a Zaragoza y Alicante en date du 27 janvier 1899

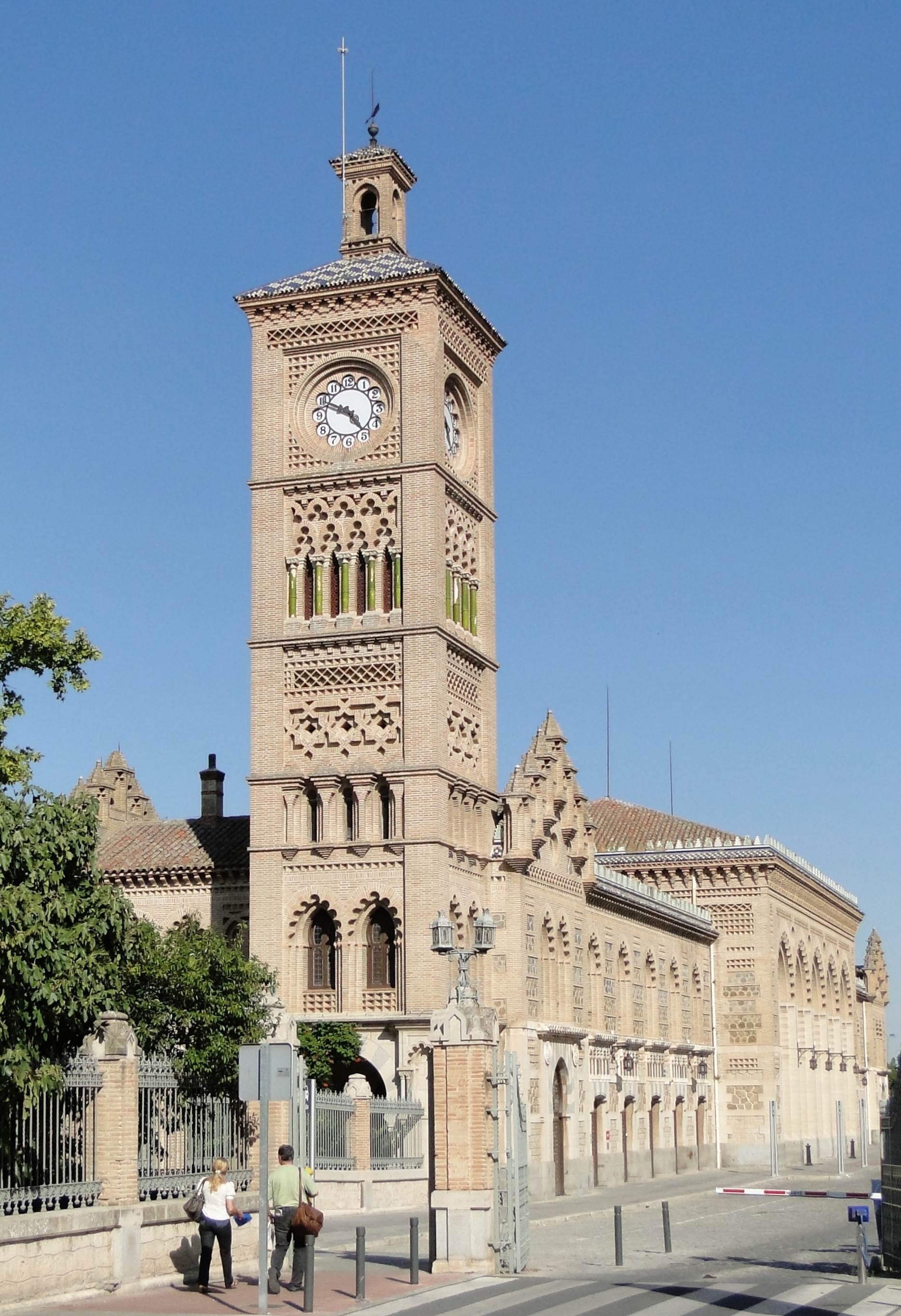
Station de Tolède, inaugurée en 1919

Vers le milieu des années 1850, il n'existe encore que peu de lignes de chemins de fer en Espagne. De grands projets avaient pourtant vu le jour au cours de la décennie précédente pour relier les grandes capitales régionales. En 1845, sur recommandation de l'ambassadeur d'Espagne à Londres et avec semble-t-il le soutien de plusieurs banques anglaises, un certain Jackson lance l'idée et demande la concession d'un chemin de fer de Madrid à Saragosse (en espagnol : Zaragoza), et de là à Pampelune et Barcelone. Peut-être trop ambitieux, ce projet est rapidement abandonné. 
L'idée de relier Madrid à Saragosse n'est pourtant pas abandonnée, et la ligne est classée d'intérêt général et à construire en priorité en 1851. Une loi de 1855 va offrir des conditions favorables pour sa concession. L'Espagne commence en effet à attirer les investisseurs européens, en particulier les Français. La compétition qui semble s'être instaurée en France entre les Rothschild et les Péreire se poursuit au-delà des Pyrénées. Les Rothschild ont pris les devants en créant une banque, la Sociedad Española Mercatil e industrial, tandis que Weisweller et Baüer, leurs représentants locaux, veillent sur leurs intérêts. Le duc de Morny et plusieurs administrateurs français de la Compagnie du chemin de fer Grand-Central de France sont également présents. La possession d'une ligne de Madrid à Saragosse, rattachée au multiples lignes déjà concédées en France, leur permettraient de mettre en place un vaste réseau international. 
José de Salamanca, propriétaire de la Compañia del Ferrocarril de Madrid a Aranjuez, voit venir la bonne affaire et entre en contact avec les Rothschild à qui il propose une demande commune de la concession et la fusion avec sa compagnie, partiellement en exploitation et qui construit la ligne de la Méditerranée. Mais Il n'est pas seul. José Campo est également intéressé. L'adjudication de la ligne de Madrid à Saragosse a lieu le 24 février 1856.
Cinq propositions sont présentées :
- par la Sociedad Española Mercatil e industrial des Rothschild,
- par le Crédit mobilier espagnol (es) des Pereire,
- par José de Salamanca,
- par José Campo et Mateu,
- par le groupe représentant le Chemin de fer du Grand Central,

C'est ce dernier, qui réclame le moins de subventions, qui l'emporte. En réalité, il s'était par avance mis d'accord avec les Rothschild et avec José de Salamanca.
La nouvelle compagnie va être formée par le duc de Morny (avec les représentants du Grand Central Chatelus de la Haute et le Hon), Weisweller et Baüer, représentants des Rothschild, et José de Salamanca, qui apporte la ligne d'Alicante. Il est toujours question de relier la ligne au Grand Central français, et on propose d'appeler la nouvelle société Compañía de los ferrocarriles de los Pirineos a Zaragoza y al Mediterraneo. Ce nom n'est pas retenu, afin de ne pas attirer l'attention des Pereire qui nourrissent des projets identiques.
La Compañía de los ferrocarriles de Madrid a Zaragoza y a Alicante (MZA) est officiellement créée devant notaire le 31 décembre 1856. Son capital est alors de 456 millions de reales (soient 120 millions de francs) répartis en 240 000 actions de 500 francs. Le conseil d'administration se réunit pour la première fois le 16 janvier 1857. Alejandro Mon est élu président et José de Salamanca vice-président. Un comité central est formé à Paris

## Construction et achèvement du premier réseau et premières extensions
La nouvelle compagnie dispose déjà de la gare d'Atocha à Madrid et de la ligne de Madrid à Almansa en exploitation. La section d'Alicante est en cours de construction. Elle est inaugurée avec beaucoup de faste en mai 1858. Peu après intervient la première annexion effectuée par la compagnie. En décembre 1858, elle rachète la Compañía del ferrocarril de Castillejo a Toledo dont le propriétaire n'est autre que José de Salamanca
Concernant la ligne de Saragosse, l'avant-projet prévoyait la construction d'une gare madrilène spécifique près de la Puerta de Recoletos (actuelle place de Cybèle). La compagnie est peu soucieuse de se doter d'une nouvelle gare à Madrid, et c'est à Atocha que vont débuter les travaux de la ligne d'Aragon. Cela ne présente pas de difficultés réelles. Dès 1859, le rail atteint Guadalajara. En attendant de terminer la construction, le MZA organise un service de diligences. Lorsque cette construction est un peu plus avancée, en 1861, le MZA passe un accord avec la Compañía del Ferrocarril de Zaragoza a Pamplona et organise un service Madrid-Paris via Tudela, Pampelune et Bayonne en 54 heures pour concurrencer la Compañía de los Caminos de Hierros del Norte.
Dès le départ, les dirigeants de la compagnie comptaient établir des ramifications vers la Mancha, l'Extremadura, voire l'Andalousie. Le gouvernement a mis au point un programme de lignes à construire et en met un certain nombre en adjudication. Celle d'Alcázar de San Juan à Ciudad Real doit avoir lieu le 8 avril 1859. Pour des raisons restées assez floues, Baüer et José de Salamanca décident d'utiliser les services d'un homme de paille, en la personne d'un riche propriétaire terrien local, le marquis de Villamediana. C'est lui qui l'emporte contre le banquier Guilhou. Le 20 avril, la concession est transférée au MZA. Le 30 mars 1859, une loi décide la création d'une nouvelle ligne d'Andalousie de Manzanares à Malaga et à Grenade. Intéressé par les deux premières sections de cette ligne, le MZA en obtient la concession le 20 octobre 1860. Pour compléter le tout, José de Salamanca obtient également la concession d'un chemin de fer d'Albacete à Carthagène le 8 novembre 1859. Le transfert au MZA est autorisé par ordonnance royale du 30 avril 1860. 
Ouverture des premières lignes à l'exploitation
1) Ligne Madrid-Almansa-Alicante :
| Date       | Section          | Longueur (km) |
| 17/11/1857 | Albacete-Almansa | 79,529        |
| 15/03/1858 | Almansa-Alicante | 96,509        |

2) Ligne Madrid-Saragosse
| Date       | Section                            | Longueur (km) |
| 3/05/1859  | Madrid-Guadalajara                 | 56,828        |
| 5/10/1860  | Guadalajara-Jadraque               | 43,376        |
| 1/10/1861  | Saragosse-Casetas                  | 13,175        |
| 2/07/1862  | Jadraque-Medinaceli                | 61,758        |
| 4/02/1863  | Medinaceli-Alhama                  | 53,394        |
| 25/05/1863 | Alhama-Grisén                      | 96,287        |
| 10/08/1864 | Grisén-Casetas                     | 13,125        |
| 1/10/1864  | Casetas-Saragosse (Campo Sepulcro) | 13,057        |

3) Ligne d'Alcazar à Ciudad Real
| Date       | Section             | Longueur (km) |
| 1/07/1860  | Alcazar-Manzanares  | 49,245        |
| 1/10/1860  | Manzanares-Damiel   | 21,480        |
| 21/01/1861 | Daimiel-Almagro     | 21,313        |
| 14/03/1861 | Almagro-Ciudad Real | 22,262        |

4) Ligne d'Albacete à Carthagène
| Date       | Section                        | Longueur (km) |
| 1/02/1863  | Murcia-Cartagena               | 65,197        |
| 18/01/1864 | Chinchilla-Hellín              | 49,777        |
| 8/10/1864  | Cieza-Murcia                   | 49,310        |
| 8/10/1864  | Hellín-Agramon                 | 19,612        |
| 9/03/1865  | Albacete-Chinchilla            | 19,158        |
| 27/03/1865 | Cieza-Calasparra               | 24,979        |
| 27/04/1865 | Agramon-Calasparra             | 17,862        |
| 2/05/1891  | Cartagena-Muelles del levante  | 0,793         |
| 2/05/1892  | Costa levante-Puerto Cartagena | 0,793         |

5) Ligne de Manzanares à Cordoue
| Date       | Section                      | Longueur (km) |
| 21/04/1862 | Manzanares-Santa Cruz        | 41,717        |
| 25/05/1865 | Santa Cruz-Venta de Cardenas | 29,935        |
| 8/07/1866  | Venta de Cardenas-Vilches    | 29,596        |
| 15/09/1866 | Vilches-Cordoba              | 145,825       |

## Le temps des annexions
Les premières années de l'exploitation du réseau sont marquées par l'enthousiasme des dirigeants, à qui tout semble possible. En 1862, n'annonce-t-on pas déjà la mise en double voie de toute la section de Madrid à Aranjuez ? Il y a pourtant des lacunes, et de taille ! À commencer par la rupture de charge entre Saragosse et Alhama pour se rendre à Barcelone. Petit à petit, l'exploitation est améliorée. Les ponts en bois de la ligne d'Aranjuez sont remplacés par des ouvrages métalliques. En 1865, la compagnie est déjà à la tête d'un petit empire de 1 428 kilomètres de lignes en exploitation. Les troubles politiques de 1868 ont une répercussion sur la compagnie, qui ne peut procéder à l'amortissement de ses obligations. La guerre des tarifs menée avec la Compañía de los caminos de hierro del Norte rivale provoque de nouvelles difficultés l'année suivante. En 1869, le MZA nomme son premier directeur d'origine espagnole, Cipriano Segundo Montesinos. Sous sa sage direction, le service s'améliore.

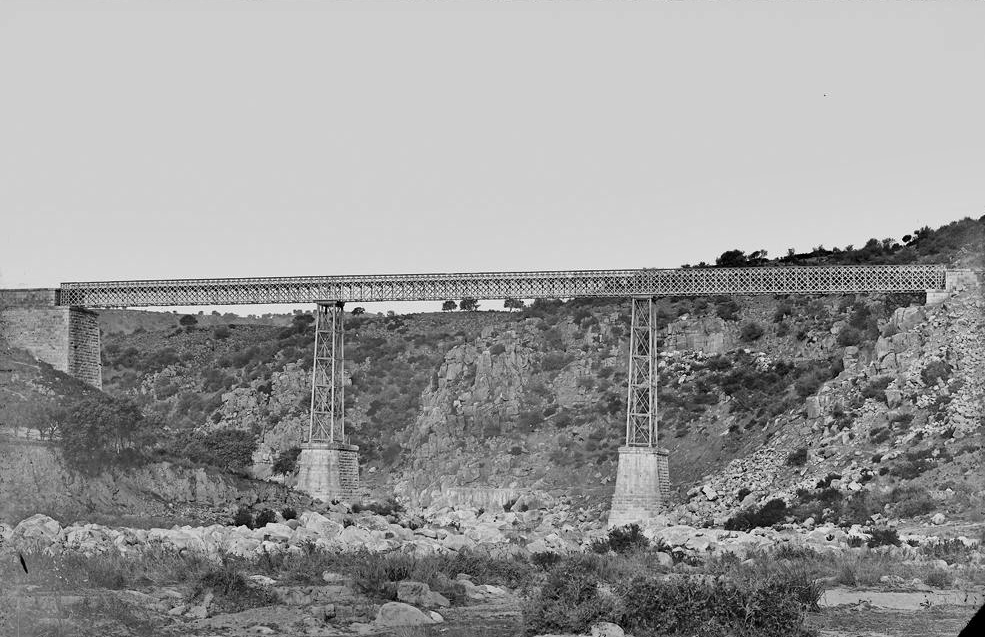
Le viaduc de Vadollano, sur la ligne Alcázar de San Juan-Cádiz. Photo de la seconde moitié du XIXe siècle.

À partir de 1871, on commence à remplacer les rails en fer par des rails en acier de 28 kg en barres de 6 mètres. Un accord est conclu avec la Compañía de los caminos de hierro del Norte pour la répartition du trafic. Les résultats financiers sont en nette progression. En 1873, un dividende peut enfin être versé aux actionnaires et le cours des actions et obligations repart à la hausse. La compagnie peut désormais songer à s'étendre. Non plus par le système des concessions, si l'on excepte le petit embranchement de Vadollano à Linares obtenu en 1875 et inauguré le 23 janvier 1877, mais par voie d'annexion de ce qui existe déjà, autrement dit par rachat d'autres compagnies. 
Dans un premier temps, les dirigeants de la compagnie cherchent à étoffer la partie sud du réseau, bien éloignée de sa raison sociale d'origine. C'est donc en Andalousie que débute cette phase d'expansion. La première à faire les frais de cette nouvelle politique est la Compañía del Ferrocarril de Cordoba a Sevilla (CS), une épine enfoncée dans le pied des Rothschild par des Pereire toujours facétieux, annexée le 5 octobre 1875. Le même jour, le MZA rachète les mines de la Reunion à Villanueva del Rio. Le 13 octobre 1877, la Compañía de los Ferrocarriles de Sevilla a Huelva y a las Minas de Rio Tinto entre à son tour dans le giron du MZA. En avril 1880, la compagnie consolide ses positions dans le secteur et s'ouvre la route du Portugal en rachetant la Compañía de los Ferrocarriles de Ciudad Real a Badajoz y a Madrid (CRB). Cette première phase d'extension se termine en 1881, avec l'annexion de la Compañía del Ferrocarril de Merida a Sevilla (MS).
Les lignes d'Andalousie font alors l'objet de tous les soins de la compagnie. Dès 1878, le premier grand express de la compagnie est mis en service entre Madrid et Séville. C'est sur ce train que va débuter le service des wagons-lits de la CIWL le 16 avril 1883, une première dans l'histoire de la compagnie. C'est également sur ce train que débute l'installation du frein automatique, le 8 mai 1886. L'autre extrémité du réseau semble un peu délaissée, puisqu'il faut attendre 1881 pour voir la mise en place d'un express Madrid-Barcelone via Lérida. La gare d'Atocha, commune aux deux lignes, commence à faire l'objet de travaux de reconstruction en 1889.

## Le matériel de la compagnie
1. Le temps de la vapeur

En matière de traction, la compagnie ne part pas de rien puisqu'elle dispose déjà des machines héritées des compagnies de José de Salamanca. Mais des commandes massives sont passées au titre de la nouvelle ligne à construire, et une nouvelle numérotation est mise en place en 1858. La tranche 1 à 199 est réservée aux machines à voyageurs, et celle commençant à 200 est réservée aux machines à trois essieux couplés ou réservées aux marchandises. L'application des numéros concernés sera définitivement terminée en 1861.
Locomotives à vapeur de la Compañía de los ferrocarriles de Madrid a Zaragoza y Alicante
| Type  | N° MZA I  | N° MZA II   | N° RENFE        | Constructeur         | N° Usine      | Année | Poids | Notes    |
| 120   | 1         |             |                 | Stothert & Slaugther | ?             | 1851  | 19,0  | ex MA    |
| 111 T | 2 à 8     |             |                 | Stothert & Slaugther | ?             | 1852  | 17,0  | Ex MA    |
| 120 T | 9 à 10    |             |                 | Stothert & Slaugther | ?             | 1855  | 17,0  | Ex MA    |
| 120   | 11 à 16   |             |                 | Stothert & Slaugther | ?             | 1850  | 19,0  | Ex MA    |
| 120   | 17 à 20   |             |                 | Saint-Léonard        | 49 à 52       | 1848  | 19    | ex MA    |
| 021   | 41 à 44   |             |                 | Stothert & Slaugther | ?             | 1858  | 26,0  | Ex MA/CT |
| 030   | 49 à 58   | 286 à 295   | 020-2041 à 2047 | J.F. Cail            | 624 à 633     | 1857  | 24,7  |          |
| 030   | 59 à 68   | 296 à 305   | 030-2048 à 2053 | J.F. Cail            | 634 à 643     | 1858  | 24,7  |          |
| 030   | 69 à 78   | 306 à 315   | 030-2054 à 2059 | J.F. Cail            | 661 à 670     | 1858  | 24,7  |          |
| 030   | 79        | 246         | 030-2013        | E.B. Wilson          | 607           | 1857  | 24,7  |          |
| 030   | 80        | 247         |                 | E.B. Wilson          | 608           | 1857  | 24,7  |          |
| 030   | 81 à 85   | 248 à 252   | 030-2014 à 2018 | E.B. Wilson          | 609 à 613     | 1857  | 24,7  |          |
| 030   | 86 à 98   | 253 à 265   |                 | E.B. Wilson          | 614 à 626     | 1858  | 24,7  |          |
| 030   | 99 à 103  | 266 à 270   | 030-2028 à 2031 | Kitson (en)          | 599 à 603     | 1857  | 24,7  |          |
| 030   | 104 à 107 | 271 à 274   |                 | Kitson (en)          | 609 à 612     | 1857  | 24,7  |          |
| 030   | 108       | 275         | 030-2032        | Kitson (en)          | 613           | 1857  | 24,7  |          |
| 030   | 109 à 113 | 276 à 280   | 030-2033 à 2036 | Kitson (en)          | 625 à 629     | 1857  | 24,7  |          |
| 030   | 114 à 118 | 281 à 285   | 030-2038 à 2040 | Kitson (en)          | 645 à 649     | 1858  | 24,7  |          |
| 120   | 119 à 123 | 45 à 49     |                 | Kitson (en)          | 655 à 659     | 1858  | 22,3  |          |
| 120   | 124 à 128 | 50 à 54     |                 | Kitson (en)          | 665 à 669     | 1859  | 22,3  |          |
| 120   | 129 à 136 | 63 à 70     |                 | Schneider et Cie.    | 410 à 417     | 1858  | 24,9  |          |
| 120   | 137       | 71          | 120-2011        | Schneider et Cie.    | 418           | 1858  | 24,9  |          |
| 120   | 138       | 72          |                 | Schneider et Cie.    | 419           | 1858  | 24,9  |          |
| 120   | 139 à 143 | 55 à 59     |                 | Sharp-Stewart        | 1186 à 1190   | 1861  | 22,1  |          |
| 120   | 144 à 146 | 60 à 62     |                 | Sharp-Stewart        | 1212 à 1214   | 1861  | 22,1  |          |
| 120   |           | 73 à 82     |                 | Schneider et Cie.    | 641 à 650     | 1862  | 24,9  |          |
| 120   |           | 83 à 88     |                 | Schneider et Cie.    | 663 à 668     | 1861  | 24,9  |          |
| 120   |           | 89          | 120-2012        | Charles Evrard       | 18            | 1861  | 24,9  |          |
| 120   |           | 90 à 101    |                 | Charles Evrard       | 19 à 30       | 1861  | 24,9  |          |
| 120   |           | 102         | 120-2013        | Charles Evrard       | 31            | 1861  | 24,9  |          |
| 120   |           | 103 à 105   |                 | Charles Evrard       | 32 à 34       | 1861  | 24,9  |          |
| 120   |           | 106         | 120-2014        | Charles Evrard       | 35            | 1861  | 24,9  |          |
| 120   |           | 107         |                 | Charles Evrard       | 36            | 1861  | 24,9  |          |
| 120   |           | 108         | 120-2015        | Charles Evrard       | 41            | 1861  | 24,9  |          |
| 120   |           | 109 à 113   |                 | Charles Evrard       | 43 à 47       | 1861  | 24,9  |          |
| 120   |           | 114 à 116   |                 | Charles Evrard       | 51 à 53       | 1861  | 24,9  |          |
| 120   |           | 117         | 120-2016        | Charles Evrard       | 54            | 1861  | 24,9  |          |
| 120   |           | 118         |                 | Charles Evrard       | 55            | 1861  | 24,9  |          |
| 120   |           | 119 à 121   |                 | Ernest Goüin         | 618 à 620     | 1863  | 24,9  |          |
| 120   |           | 122         | 120-2017        | Ernest Goüin         | 621           | 1863  | 24,9  |          |
| 120   |           | 123 à 128   |                 | Ernest Goüin         | 622 à 627     | 1863  | 24,9  |          |
| 120   |           | 129 à 130   |                 | Stephenson           | 1035 à 1036   | 1857  | 23,4  | ex CS    |
| 120   |           | 131 à 142   |                 | Schneider et Cie.    | 321 à 332     | 1857  | 20,8  | Ex CS    |
| 120   |           | 143 à 148   | 120-2071 à 2072 | Cockerill            | 995 à 1000    | 1879  | 29,6  | ex MS    |
| 120   |           | 149 à 150   | 120-2121 à 2122 | MTM                  | 9 à 10        | 1895  | 40,3  | Ex TBF   |
| 120   |           | 151         | 120-2101        | Sharp-Stewart        | 3388          | 1887  | 34,9  | Ex TBF   |
| 120   |           | 152         |                 | Sharp-Stewart        | 3389          | 1887  | 34,9  | Ex TBF   |
| 120   |           | 151 à 154   | 120-2102 à 2103 | Sharp-Stewart        | 3390 à 3391   | 1887  | 34,9  | Ex TBF   |
| 120   |           | 155 à 157   | 120-2104 à 2106 | Sharp-Stewart        | 3415 à 3417   | 1887  | 34,9  | Ex TBF   |
| 120   |           | 158         |                 | Sharp-Stewart        | 3418          | 1887  | 34,9  | Ex TBF   |
| 120   |           | 159 à 161   | 120-2107 à 2109 | Sharp-Stewart        | 3506 à 3508   | 1889  | 34,9  | Ex TBF   |
| 120   |           | 162         |                 | Sharp-Stewart        | 3509          | 1889  | 34,9  | Ex TBF   |
| 120   |           | 163         |                 | Sharp-Stewart        | 3637          | 1889  | 34,9  | Ex TBF   |
| 120   |           | 164 à 165   | 120-2110 à 2111 | Sharp-Stewart        | 3638 à 3639   | 1889  | 34,9  | Ex TBF   |
| 120   |           | 166         |                 | Sharp-Stewart        | 3640          | 1889  | 34,9  | Ex TBF   |
| 120 T |           | 167         |                 | Sharp-Stewart        | 767           | 1854  | 18,8  | Ex TBF   |
| 120   |           | 168         | 120-2112        | Sharp-Stewart        | 859           | 1858  | 18,8  | Ex TBF   |
| 120   |           | 169 à 172   |                 | Sharp-Stewart        | 1401 à 1404   | 1863  | 17,7  | Ex TBF   |
| 120   |           | 173         |                 | Sharp-Stewart        | 1419          | 1863  | 17,7  | Ex TBF   |
| 120   |           | 174         |                 | Sharp-Stewart        | 1424          | 1863  | 17,7  | Ex TBF   |
| 120   |           | 175         |                 | Sharp-Stewart        | 1466          | 1863  | 17,7  | Ex TBF   |
| 120 T |           | 176         | 120-0201        | Sharp-Stewart        | 2708          | 1877  | 41,5  | Ex TBF   |
| 120 T |           | 177         |                 | Sharp-Stewart        | 2709          | 1877  | 41,5  | Ex TBF   |
| 120 T |           | 178 à 181   | 120-0202 à 0205 | Sharp-Stewart        | 2710 à 2713   | 1877  | 41,5  | Ex TBF   |
| 021   |           | 182 à 183   |                 | Sharp-Stewart        | 1491 à 1492   | 1864  | 25,0  | Ex TBF   |
| 021   |           | 184         |                 | Sharp-Stewart        | 1494          | 1864  | 25,0  | Ex TBF   |
| 021   |           | 185 à 188   |                 | Sharp-Stewart        | 1229 à 1232   | 1861  | 28,6  | Ex TBF   |
| 021   |           | 189         |                 | Sharp-Stewart        | 2684          | 1879  | 22,9  | Ex TBF   |
| 021   |           | 190         | 021-2011        | Sharp-Stewart        | 2685          | 1879  | 22,9  | Ex TBF   |
| 021   |           | 191 à 192   |                 | Sharp-Stewart        | 2686 à 2687   | 1879  | 22,9  | Ex TBF   |
| 021   |           | 193         | 021-2012        | Sharp-Stewart        | 2688          | 1879  | 22,9  | Ex TBF   |
| 021   |           | 194 à 196   |                 | Sharp-Stewart        | 2689 à 2691   | 1879  | 25,5  | Ex TBF   |
| 021   |           | 197 à 200   |                 | Sharp-Stewart        | 2863 à 2866   | 1879  | 25,5  | Ex TBF   |
| 030   |           | 201 à 210   | 030-2261 à 2270 | Schneider et Cie.    | 560 à 569     | 1860  | 30,3  |          |
| 030   |           | 211 à 221   | 030-2271 à 2281 | Schneider et Cie.    | 594 à 604     | 1860  | 30,3  |          |
| 030   |           | 222 à 236   | 030-2282 à 2294 | Schneider et Cie.    | 702 à 716     | 1862  | 30,3  |          |
| 030   |           | 237 à 238   | 030-2295 à 2296 | Graffenstaden        | 192 à 193     | 1862  | 27,9  |          |
| 030   |           | 239 à 240   | 030-2297 à 2298 | Graffenstaden        | 299 à 300     | 1864  | 27,9  |          |
| 030   |           | 241 à 245   | 030-2299 à 2303 | Graffenstaden        | 196 à 200     | 1862  | 27,9  |          |
| 030   | 151       | 316         |                 | Cockerill            | 511           | 1860  | 24,7  |          |
| 030   | 317 à 318 |             |                 | Stothert & Slaugther | ?             | 1853  | ?     | Ex MA    |
| 030   | 319 à 324 |             |                 | Slaugther-Grunning   | 343 à 348 ?   | 1858  | ?     | Ex MA    |
| 030   |           | 317 à 320   | 030-2116 à 2119 | Avonside E.C.        | 750 à 753     | 1868  | 39,4  | Ex TBF   |
| 030   |           | 321 à 324   | 030-2120 à 2123 | Avonside EC.         | 843 à 846     | 1871  | 39,4  | Ex TBF   |
| 030   |           | 325 à 326   | 030-2304 à 2305 | Graffenstaden        | 289 à 290     | 1863  | 27,9  |          |
| 030   |           | 327 à 330   |                 | Graffenstaden        | 291 à 294     | 1863  | 27,9  |          |
| 030   |           | 331 à 334   | 030-2306 à 2309 | Graffenstaden        | 325 à 328     | 1864  | 27,9  |          |
| 030   |           | 335 à 342   | 039-2310 à 2317 | Schneider et Cie.    | 779 à 786     | 1863  | 32,3  |          |
| 030   |           | 343 à 359   | 030-2318 à 2334 | Schneider et Cie.    | 800 à 816     | 1863  | 32,3  |          |
| 030   |           | 360 à 364   | 030-2335 à 2339 | Schneider et Cie.    | 830 à 834     | 1865  | 32,3  |          |
| 030   |           | 365 à 369   |                 | Schneider et Cie.    | 835 à 839     | 1865  | 32,3  |          |
| 030   |           | 370 à 373   |                 | Haswell (en)         | 689 à 692     | 1863  | 27,9  | Ex CS    |
| 030   |           | 374 à 387   | 030-2340 à 2353 | SACM (Graffenstaden) | 2810 à 2823   | 1879  | 32,0  |          |
| 030   |           | 388 à 399   | 030-2354 à 2365 | Sharp-Stewart        | 2822 à 2833   | 1879  | 32,0  |          |
| 030   |           | 401 à 406   | 030-2209 à 2214 | Fives-Lille          | 2232 à 2237   | 1878  | 34,8  | Ex CRB   |
| 030   |           | 407 à 414   | 030-2215 à 2222 | Fives-Lille          | 2271 à 2278   | 1880  | 34,8  | Ex CRB   |
| 030   |           | 415 à 434   | 030-2231 à 2250 | Charles Evrard       | 427 à 446     | 1883  | 36,4  |          |
| 030   |           | 435 à 441   | 030-2479 à 2485 | Richard Hartmann     | 1244 à 1250   | 1883  | 36,1  | Ex AC    |
| 030   |           | 442 à 446   | 030-2388 à 2392 | Dübs, Glasgow        | 1555 à 1559   | 1881  | 38,2  |          |
| 030   |           | 447 à 448   |                 | André Koechlin       | ?             | 1870  | 40,0  | Ex TBF   |
| 130   |           | 449 à 451   |                 | Rogers               | 3462 à 3464   | 1884  | 33,5  | Ex TBF   |
| 130   |           | 452         |                 | Rogers               | 2707          | 1880  | 32,4  | Ex TBF   |
| 030   |           | 453         |                 | Rogers               | 2689          | 1880  | 29,4  | Ex TBF   |
| 030   |           | 454 à 465   | 030-2577 à 2588 | Richard Hartmann     | 1204 à 1215   | 1882  | 34,4  | Ex TBF   |
| 030   |           | 466 à 477   | 030-2589 à 2600 | Richard Hartmann     | 1280 à 1291   | 1883  | 34,4  | Ex TBF   |
| 030   |           | 478 à 481   | 030-2601 à 2604 | Richard Hartmann     | 1473 à 1476   | 1886  | 34,4  | Ex TBF   |
| 030   |           | 482 à 485   | 030-2605 à 2608 | Richard Hartmann     | 1683 à 1686   | 1890  | 34,4  | Ex TBF   |
| 040   |           | 501 à 506   | 040-2031 à 2036 | J.F. Cail            | 1268 à 1273   | 1863  | 39,0  | Ex CRB   |
| 040   |           | 507 à 511   | 040-2037 à 2040 | J.F. Cail            | 1276 à 1280   | 1863  | 39,0  | Ex CRB   |
| 040   |           | 512 à 516   | Revendues AN    | J.F. Cail            | 1281 à 1285   | 1864  | 39,0  | Ex CRB   |
| 040   |           | 517 à 522   | Revendues AN    | J.F. Cail            | 1374 à 1379   | 1865  | 39,0  | Ex CRB   |
| 040   |           | 523 à 526   | revendues ZPB   | J.F. Cail            | 1380 à 1383   | 1865  | 39,0  | Ex CRB   |
| 040   |           | 527 à 536   | 040-2041 à 2050 | Schneider et Cie.    | 907 à 916     | 1865  | 39,0  | Ex CRB   |
| 040   |           | 537 à 546   | 040-2061 à 2072 | Cockerill            | 1001 à 1010   | 1878  | 39,9  | Ex MS    |
| 040   |           | 547 à 561   | 040-2271 à 2285 | MTM                  | 18 à 32       | 1900  | 43,0  |          |
| 040   |           | 562 à 566   | 040-2016 à 2019 | Sharp-Stewart        | 2779 à 2783   | 1879  | 42,8  | Ex TBF   |
| 040   |           | 567         |                 | Sharp-Stewart        | 2784          | 1879  | 42,8  | Ex TBF   |
| 040   |           | 568 à 571   | 040-2016 à 2019 | Sharp-Stewart        | 2851 à 2854   | 1879  | 42,8  | Ex TBF   |
| 040   |           | 572 à 575   | 040-2020 à 2023 | Sharp-Stewart        | 2896 à 2899   | 1879  | 42,8  | Ex TBF   |
| 040   |           | 576 à 583   | 040-2301 à 2308 | Sharp-Stewart        | 3520 à 3527   | 1889  | 44,7  | Ex TBF   |
| 020 T |           | 601 à 610   | 020-0231 à 0240 | Couillet             | 786 à 795     | 1885  | 19,0  |          |
| 020 T |           | 611         | 020-0211        | Anjubault            | 103           | 1864  | 22,0  | Ex TBF   |
| 020 T |           | 612         | 020-0212        | Anjubault            | 105           | 1865  | 22,0  | Ex TBF   |
| 030 T |           | 613         |                 | ?                    | ?             | ?     | ?     | Ex TBF   |
| 232 T |           | 620 à 631   | 232-0201 à 0212 | J.A. Maffei          | 2339 à 2350   | 1903  | 38,9  |          |
| 232 T |           | 632 à 641   | 232-0221 à 0230 | J.A. Maffei          | 3260 à 3269   | 1911  | 38,9  |          |
| 230   |           | 651 à 665   | 230-4001 à 4015 | G. Egestorff         | 3654 à 3668   | 1901  | 55,5  |          |
| 230   |           | 666 à 680   | 230-4016 à 4030 | Henschel             | 6308 à 6322   | 1903  | 55,5  |          |
| 040   |           | 701 à 720   | 040-2351 à 2370 | J.A. Maffei          | 2317 à 2336   | 1903  | 47,8  |          |
| 040   |           | 721 à 740   | 040-2371 à 2390 | J.A. Maffei          | 2442 à 2461   | 1905  | 47,8  |          |
| 040   |           | 741 à 746   | 040-2401 à 2406 | Henschel             | 8383 à 8388   | 1907  | 51,0  |          |
| 040   |           | 747 à 748   | 040-2435 à 2436 | Henschel             | 8389 à 8390   | 1907  | 51,0  |          |
| 040   |           | 749         | 040-2407        | Henschel             | 8391          | 1907  | 51,0  |          |
| 040   |           | 750         | 040-2437        | Henschel             | 8392          | 1907  | 51,0  |          |
| 040   |           | 751 à 754   | 040-2408 à 2411 | J.A. Maffei          | 2732 à 2735   | 1907  | 51,0  |          |
| 040   |           | 755         | 040-2438        | J.A. Maffei          | 2736          | 1907  | 51,0  |          |
| 040   |           | 756 à 760   | 040-2412 à 2416 | J.A. Maffei          | 2737 à 2741   | 1907  | 51,0  |          |
| 040   |           | 761 à 770   | 040-2417 à 2426 | J.A. Maffei          | 3061 à 3070   | 1908  | 51,0  |          |
| 040   |           | 771 à 773   | 040-2427 à 2429 | Henschel             | 8939 à 8941   | 1907  | 51,0  |          |
| 040   |           | 774         | 040-2439        | Henschel             | 8942          | 1908  | 51,0  |          |
| 040   |           | 775 à 779   | 040-2430 à 2434 | Henschel             | 8943 à 8947   | 1908  | 51,0  |          |
| 040   |           | 780         | 040-2440        | Henschel             | 8948          | 1908  | 51,0  |          |
| 230   |           | 801 à 820   | 230-4031 à 4050 | Henschel             | 6999 à 7018   | 1905  | 59,0  |          |
| 230   |           | 821 à 825   | 230-4051 à 4055 | Henschel             | 7058 à 7062   | 1905  | 59,0  |          |
| 230   |           | 826 à 835   | 230-4056 à 4065 | Henschel             | 8338 à 8347   | 1907  | 59,0  |          |
| 230   |           | 836 à 845   | 230-4066 à 4075 | Henschel             | 8929 à 8938   | 1909  | 59,0  |          |
| 230   |           | 846 à 855   | 230-4076 à 4085 | Henschel             | 10076 à 10085 | 1910  | 59,0  |          |
| 230   |           | 856 à 865   | 230-4086 à 4095 | J.A. Maffei          | 3250 à 3259   | 1911  | 59,0  |          |
| 230   |           | 866 à 870   | 230-4096 à 4100 | Hanomag              | 5933 à 5937   | 1911  | 59,0  |          |
| 230   |           | 871         | 230-4104        | Hanomag              | 5938          | 1911  | 59,0  |          |
| 230   |           | 872 à 873   | 230-4102 à 4103 | Hanomag              | 5939 à 5940   | 1911  | 59,0  |          |
| 230   |           | 874         | 230-4105        | Hanomag              | 5941          | 1911  | 59,0  |          |
| 230   |           | 875         | 230-4103        | Hanomag              | 5942          | 1911  | 59,0  |          |
| 231   |           | 877 à 880   | 231-4021 à 4020 | J.A. Maffei          | 3388 à 3391   | 1913  | 76,6  |          |
| 231   |           | 901 à 911   | 231-2011 à 2021 | ALCO (Brooks)        | 61772 à 61782 | 1920  | 76,6  |          |
| 231   |           | 912         |                 | ALCO (Brooks)        | 61783         | 1920  | 76,6  |          |
| 231   |           | 913 à 915   | 231-2022 à 2024 | ALCO (Brooks)        | 61784 à 61786 | 1920  | 76,6  |          |
| 040   |           | 1001 à 1002 | 040-2464 à 2465 | Henschel             | 10660 à 10661 | 1911  | 51,0  |          |
| 040   |           | 1003        | 040-2441        | Henschel             | 10662         | 1911  | 51,0  |          |
| 040   |           | 1004        | 040-2466        | Henschel             | 10663         | 1911  | 51,0  |          |
| 040   |           | 1005        | 040-2442        | Henschel             | 10664         | 1911  | 51,0  |          |
| 040   |           | 1006        | 040-2467        | Henschel             | 10665         | 1911  | 51,0  |          |
| 040   |           | 1007 à 1013 | 040-2443 à 2449 | Henschel             | 10666 à 10672 | 1911  | 51,0  |          |
| 040   |           | 1014        | 040-2468        | Henschel             | 10673         | 1911  | 51,0  |          |
| 040   |           | 1015        | 040-2450        | Henschel             | 10674         | 1911  | 51,0  |          |
| 040   |           | 1016        | 040-2469        | J.A Maffei           | 3284          | 1911  | 51,0  |          |
| 040   |           | 1017 à 1022 | 040-2451 à 2456 | J.A. Maffei          | 3285 à 3290   | 1911  | 51,0  |          |
| 040   |           | 1023        | 040-2470        | J.A. Maffei          | 3291          | 1911  | 51,0  |          |
| 040   |           | 1024 à 1030 | 040-2457 à 2453 | J.A. Maffei          | 3292 à 3298   | 1911  | 51,0  |          |
| 240   |           | 1101 à 1130 | 240-2081 à 2110 | Henschel             | 11526 à 11555 | 1912  | 70,0  |          |
| 240   |           | 1131 à 1195 | 240-2111 à 2175 | Henschel             | 12098 à 12162 | 1913  | 70,0  |          |
| 240   |           | 1196 à 1220 | 240-2176 à 2200 | Henschel             | 18604 à 18628 | 1921  | 70,0  |          |
| 240   |           | 1301 à 1307 | 240-4051 à 4057 | Hanomag              | 6484 à 6490   | 1914  | 79,0  |          |
| 240   |           | 1308        | 240-4058        | Hanomag              | 6991          | 1920  | 79,0  |          |
| 240   |           | 1321 à 1345 | 240-4061 à 4085 | ALCO (Schenectady)   | 55463 à 55487 | 1916  | 79,0  |          |
| 240   |           | 1361 à 1370 | 240-2316 à 2325 | MTM                  | 489 à 498     | 1937  | 82,5  |          |
| 240   |           | 1371 à 1380 | 240-2326 à 2335 | MTM                  | 509 à 518     | 1940  | 82,5  |          |
| 240   |           | 1401 à 1450 | 240-2241 à 2290 | MTM                  | 91 à 140      | 1920  | 77,4  |          |
| 240   |           | 1451 à 1475 | 240-2291 à 2315 | MTM                  | 245 à 269     | 1926  | 79,2  |          |
| 240   |           | 1476 à 1505 | 240-2336 à 2365 | MTM                  | 350 à 379     | 1928  | 81,6  |          |
| 240   |           | 1506 à 1535 | 240-2366 à 2395 | MTM                  | 398 à 427     | 1929  | 81,2  |          |
| 240   |           | 1536 à 1565 | 240-2396 à 2425 | MTM                  | 438 à 467     | 1930  | 82,5  |          |
| 242 T |           | 1601 à 1625 | 242-0231 à 0255 | MTM                  | 154 à 178     | 1924  | 92,5  |          |
| 242 T |           | 1626 à 1650 | 242-0256 à 0280 | MTM                  | 220 à 244     | 1926  | 86,7  |          |
| 242 T |           | 1651 à 1660 | 242-0281 à 0290 | MTM                  | 325 à 334     | 1927  | 87,4  |          |
| 241   |           | 1701 à 1725 | 241-2001 à 2025 | MTM                  | 179 à 203     | 1925  | 92,6  |          |
| 241   |           | 1726 à 1765 | 241-2026 à 2065 | MTM                  | 284 à 323     | 1927  | 93,2  |          |
| 241   |           | 1766 à 1775 | 241-2066 à 2075 | MTM                  | 380 à 389     | 1929  | 94,6  |          |
| 241   |           | 1776 à 1785 | 241-2076 à 2085 | MTM                  | 428 à 437     | 1930  | 94,5  |          |
| 241   |           | 1786 à 1795 | 241-2086 à 2095 | MTM                  | 468 à 477     | 1931  | 96,5  |          |
| 241   |           | 1801 à 1810 | 241-2101 à 2110 | MTM                  | 499 à 508     | 1939  | 107,5 |          |
| 240   |           | 2401 à 2425 | 240-2481 à 2505 | MTM                  | 519 à 543     | 1942  | 96,6  |          |
| 240   |           | 2426 à 2445 | 240-2506 à 2525 | Euskalduna           | 240 à 259     | 1943  | 96,6  |          |
| 240   |           | 2446 à 2460 | 240-2526 à 2540 | MTM                  | 559 à 573     | 1943  | 96,6  |          |
| 240   |           | 2466 à 2475 | 240-2541 à 2550 | MTM                  | 549 à 558     | 1943  | 96,6  |          |